# Gentlemen Broncos
Pour plus de détails, voir Fiche technique et Distribution.
Gentlemen Broncos ou La Guerre des Broncos au Québec, est un film américain réalisé par Jared Hess en 2009.

## Synopsis
Benjamin Purvis (Michael Angarano) est un adolescent passionné par l'écriture de nouvelles de science-fiction. 
À l'occasion d'un festival d'écriture, il décide de présenter son projet de nouvelle: Les Seigneurs de la levure : les années Bronco. 
L'idole de Benjamin, l'auteur Ronald Chevalier (Jemaine Clement), qui est l'un des juges du concours et lui-même à court d'inspiration, décide alors de lui voler son histoire.

## Fiche technique
- Titre : Gentlemen Broncos
- Titre québécois : La Guerre des Broncos
- Réalisation : Jared Hess
- Scénario : Jared Hess et Jerusha Hess
- Musique : David Wingo
- Montage : Yuka Ruell
- Producteur : Mike White
- Distribution : Fox Searchlight Pictures
- Budget : $10,000,000
- Recette : $113,000
- Langue : anglais

## Distribution
- Michael Angarano (V.Q. : Philippe Martin) : Benjamin
- John Baker : Don Carlos
- Jemaine Clement (V.Q. : Patrick Chouinard) : Chevalier
- Kristie Conway : Fille nerd
- Jennifer Coolidge (V.Q. : Élise Bertrand) : Judith
- Rod Decker : Rod Decker
- Halley Feiffer (V.Q. : Mélanie Laberge) : Tabatha
- Johnny Hoops : Kanaya / Kenonka
- Héctor Jiménez (V.Q. : Benoit Éthier) : Lonnie Donaho
- Suzanne May (V.Q. : Ariane-Li Simard-Côté) : Vanaya / Venonka
- Edgar Oliver : Duncan / Lord Daysius
- Josh Pais (V.Q. : François Sasseville) : Todd Keefe
- John Pleshette : Merve
- Jeanette Puhich : Sherry
- Clive Revill : Cletus
- Sam Rockwell (V.Q. : Gilbert Lachance) : Bronco / Brutus
- Mike White (V.Q. : Frédéric Paquet) : Dusty

Source et légende : Version québécoise (V.Q.) sur Doublage Québec.